# Rondò Veneziano
Rondò Veneziano é uma famosa orquestra italiana, dirigida pelo maestro Gian Piero Reverberi.

## Discografia
- 1980 Rondò Veneziano
- 1981 La Serenissima
- 1982 Scaramucce
- 1983 Venezia 2000
- 1984 Odissea Veneziana
- 1985 Not Quite Jerusalem
- 1985 Casanova
- 1986 Rapsodia Veneziana
- 1987 Arabesque
- 1987 Misteriosa Veneza
- 1988 Concerto
- 1989 Masquerade
- 1990 Barocco
- 1990 The Genius of Vivaldi, Mozart, Beethoven
- 1991 Prestige
- 1992 Rondò 2000
- 1992 G.P. Reverberi
- 1994 Il Mago Di Venezia
- 1995 Sinfonia Di Natale
- 1997 Marco Polo
- 1997 In Concerto
- 1998 Zodiaco - Sternzeichen
- 1999 Attimi Di Magia - Magische Augenblicke
- 1999 Luna Di Miele - Honeymoon
- 2000 La Storia Del Classico
- 2001 Papagena
- 2002 La Piazza
- 2005 25 Live In Concert
- 2009 Rondò Veneziano: Chamber Orchestra

## DVD
2010 Rondo Veneziano Once upon a time